# Riksdagens medalj
Riksdagens medalj är en medalj som delas ut av riksdagens talman till avgående riksdagsledamöter samt personer som har gjort förtjänstfulla insatser för Sveriges riksdag.

## Historia
Riksdagens medalj instiftades 2010. Då fanns den i en storlek och tilldelades till riksdagsledamöter som slutfört en hel mandatperiod. Medaljen ersatte de minnesgåvor som tidigare delats ut till avgående ledamöter. I och med 2019 års riksdagsöversyn ändrades reglerna för riksdagens medalj så att den bland annat finns i flera utformningar och kan delas ut till andra personer än riksdagsledamöter.

## Kriterier
Bestämmelser kring riksdagens medalj finns reglerade i Lag (2021:1117) om riksdagens medalj. Beslut om utdelning av riksdagens medalj fattas av riksdagens talman (för närvarande jur. dr Andreas Norlén). Ledamöter som avgår kan tilldelas en guldfärgad riksdagsnål samt diplom. Har ledamoten tjänstgjort i minst sex år i följd kan denne utöver diplom och riksdagsnål tilldelas medalj av åttonde storleken. Har ledamoten tjänstgjort i minst tolv år i följd, alternativt minst sex år i följd varav minst fyra av dessa år även inkluderat rollen som gruppledare, utskottsordförande, vice talman eller talman kan ledamoten tilldelas riksdagens medalj av tolfte storleken.
Medaljen kan enbart mottagas en gång. Ledamöter som uppfyller kriterierna för att på nytt få en medalj i samma storlek kan istället få en romersk siffra i silver att fästa på medaljens band. Talmannen kan under särskilda skäl dela ut en medalj till en ledamot trots att dessa krav inte uppfylls. Talmannen kan också under synnerliga skäl välja att inte dela ut varken diplom, riksdagsnål eller medalj trots att ledamoten uppfyller kraven.
Riksdagens medalj kan sedan 2022 delas ut till andra personer än riksdagsledamöter. Personer som gjort särskilt förtjänstfulla insatser kan tilldelas medaljen i åttonde storleken. Personer som gjort synnerligen förtjänstfulla insatser kan tilldelas medaljen i tolfte storleken. Första gången personer utanför riksdagens tilldelades riksdagens medalj var 3 juni 2022. Till dags dato har sex icke-ledamöter tilldelats riksdagens medalj varav en—professorn emeritus Sören Holmberg—har fått medaljen av tolfte storleken.

## Utformning
Medaljen tillverkas i förgyllt silver och finns i åttonde samt tolfte storleken i den Berchska skalan. På medaljens åtsida syns Tre kronor och på frånsidan står ”RIKSDAGSLEDAMOT” alternativt ”FÖR INSATSER FÖR RIKSDAGEN” följt av mottagarens namn och år om det är för en ledamot. Medaljen finns i dam- alternativt herrmontering i blått band med fyra gula ränder, två i mitten och en på vardera kant.

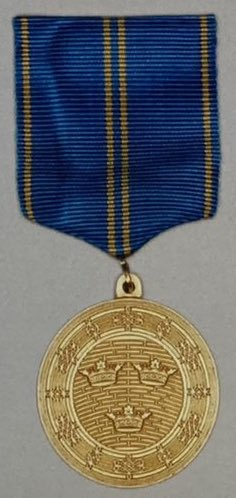
Medalj av 8:e storleken, åtsida.
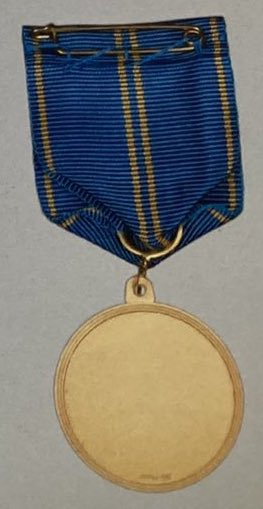
Medalj av 8:e storleken, frånsida.

## Mottagare i urval

### Tolfte storleken
| Datum        | Namn                 | Titel              | Källa |
| ------------ | -------------------- | ------------------ | ----- |
| 14 juni 2022 | Beatrice Ask         | Riksdagsledamot    | [ 4 ] |
| 14 juni 2022 | Per Lodenius         | Riksdagsledamot    | [ 4 ] |
| 14 juni 2022 | Désirée Pethrus      | Riksdagsledamot    | [ 4 ] |
| 14 juni 2022 | Jessica Polfjärd     | Riksdagsledamot    | [ 4 ] |
| 14 juni 2022 | Fredrik Schulte      | Riksdagsledamot    | [ 4 ] |
| 14 juni 2022 | Tomas Tobé           | Riksdagsledamot    | [ 4 ] |
| 14 juni 2022 | Solveig Zander       | Riksdagsledamot    | [ 4 ] |
| 14 juni 2022 | Sören Holmberg       | Professor emeritus | [ 5 ] |
| 22 juni 2022 | Ann-Christin Ahlberg | Riksdagsledamot    | [ 6 ] |
| 22 juni 2022 | Jan R. Andersson     | Riksdagsledamot    | [ 6 ] |
| 22 juni 2022 | Ulla Andersson       | Riksdagsledamot    | [ 6 ] |
| 22 juni 2022 | Hanif Bali           | Riksdagsledamot    | [ 6 ] |
| 22 juni 2022 | Katarina Brännström  | Riksdagsledamot    | [ 6 ] |
| 22 juni 2022 | Annicka Engblom      | Riksdagsledamot    | [ 6 ] |
| 22 juni 2022 | Robert Halef         | Riksdagsledamot    | [ 6 ] |
| 22 juni 2022 | Anders Hansson       | Riksdagsledamot    | [ 6 ] |
| 22 juni 2022 | Lars Hjälmered       | Riksdagsledamot    | [ 6 ] |
| 22 juni 2022 | Jens Holm            | Riksdagsledamot    | [ 6 ] |
| 22 juni 2022 | Christina Höj Larsen | Riksdagsledamot    | [ 6 ] |
| 22 juni 2022 | Ola Johansson        | Riksdagsledamot    | [ 6 ] |
| 22 juni 2022 | Amineh Kakabaveh     | Riksdagsledamot    | [ 6 ] |
| 22 juni 2022 | Annelie Karlsson     | Riksdagsledamot    | [ 6 ] |
| 22 juni 2022 | Åsa Lindestam        | 1:e vice talman    | [ 6 ] |
| 22 juni 2022 | Elin Lundgren        | Riksdagsledamot    | [ 6 ] |
| 22 juni 2022 | Betty Malmberg       | Riksdagsledamot    | [ 6 ] |
| 22 juni 2022 | Pyry Niemi           | Riksdagsledamot    | [ 6 ] |
| 22 juni 2022 | Kristina Nilsson     | Riksdagsledamot    | [ 6 ] |
| 22 juni 2022 | Pia Nilsson          | Riksdagsledamot    | [ 6 ] |
| 22 juni 2022 | Jasenko Omanovic     | Riksdagsledamot    | [ 6 ] |
| 22 juni 2022 | Per Ramhorn          | Riksdagsledamot    | [ 6 ] |
| 22 juni 2022 | Hans Rothenberg      | Riksdagsledamot    | [ 6 ] |
| 22 juni 2022 | Johnny Skalin        | Riksdagsledamot    | [ 6 ] |
| 22 juni 2022 | Mia Sydow Mölleby    | Riksdagsledamot    | [ 6 ] |
| 22 juni 2022 | Anders Åkesson       | Riksdagsledamot    | [ 6 ] |
| 22 juni 2022 | Per Åsling           | Riksdagsledamot    | [ 6 ] |

### Åttonde storleken
| Datum        | Namn                     | Titel                        | Källa |
| ------------ | ------------------------ | ---------------------------- | ----- |
| 14 juni 2022 | Patrik Engström          | Riksdagsledamot              | [ 4 ] |
| 14 juni 2022 | Jonas Eriksson           | Riksdagsledamot              | [ 4 ] |
| 14 juni 2022 | Lotta Finstorp           | Riksdagsledamot              | [ 4 ] |
| 14 juni 2022 | Ylva Johansson           | Riksdagsledamot              | [ 4 ] |
| 14 juni 2022 | Emil Källström           | Riksdagsledamot              | [ 4 ] |
| 14 juni 2022 | Ingemar Nilsson          | Riksdagsledamot              | [ 4 ] |
| 14 juni 2022 | Peter Persson            | Riksdagsledamot              | [ 4 ] |
| 14 juni 2022 | Jonas Sjöstedt           | Riksdagsledamot              | [ 4 ] |
| 22 juni 2022 | Ibrahim Baylan           | Riksdagsledamot              | [ 4 ] |
| 14 juni 2022 | Anders Jönsson           | Projektledare                | [ 4 ] |
| 14 juni 2022 | Jens Skoglund            | Säkerhetsspecialist          | [ 4 ] |
| 14 juni 2022 | Monica Hall              | Chef för utskottsavdelningen | [ 4 ] |
| 14 juni 2022 | Magnus Isberg            | Docent                       | [ 4 ] |
| 22 juni 2022 | Fredrik Christensson     | Riksdagsledamot              | [ 6 ] |
| 22 juni 2022 | Sofia Damm               | Riksdagsledamot              | [ 6 ] |
| 22 juni 2022 | Bengt Eliasson           | Riksdagsledamot              | [ 6 ] |
| 22 juni 2022 | Rikard Larsson           | Riksdagsledamot              | [ 6 ] |
| 22 juni 2022 | Marta Obminska           | Riksdagsledamot              | [ 6 ] |
| 22 juni 2022 | Lotta Olsson             | Riksdagsledamot              | [ 6 ] |
| 22 juni 2022 | Johanna Paarup-Jönsson   | Riksdagsledamot              | [ 6 ] |
| 22 juni 2022 | Roger Richthoff          | Riksdagsledamot              | [ 6 ] |
| 22 juni 2022 | Roger Richthoff          | Riksdagsledamot              | [ 6 ] |
| 22 juni 2022 | Maria Strömkvist         | Riksdagsledamot              | [ 6 ] |
| 22 juni 2022 | Cassandra Sundin         | Riksdagsledamot              | [ 6 ] |
| 22 juni 2022 | Christina Tapper Östberg | Riksdagsledamot              | [ 6 ] |
| 22 juni 2022 | Emilia Töyrä             | Riksdagsledamot              | [ 6 ] |
| 22 juni 2022 | Kristina Yngwe           | Riksdagsledamot              | [ 6 ] |
| 22 juni 2022 | Jennie Åfeldt            | Riksdagsledamot              | [ 6 ] |
| 22 juni 2022 | Ann-Britt Åsebol         | Riksdagsledamot              | [ 6 ] |
| 22 juni 2022 | Anders Österberg         | Riksdagsledamot              | [ 6 ] |
| 11 juni 2025 | Andrij Plachotnjuk       | Ambassadör                   | [ 7 ] |

### Riksdagsnål
- Riksdagsmannen Lars Adaktusson
- Riksdagskvinnan Maria Arnholm.
- Riksdagskvinnan Alice Bah Kuhnke.
- Riksdagskvinnan Hannah Bergstedt
- Riksdagskvinnan Paula Bieler Eriksson.
- Riksdagsmannen Jan Björklund.
- Riksdagsmannen Sven-Erik Bucht.
- Riksdagskvinnan Marlene Burwick.
- Riksdagsmannen Magnus Ek.
- Riksdagsmannen Gustav Fridolin.
- Riksdagskvinnan Maria Gardfjell.
- Riksdagskvinnan Marie Granlund.
- Riksdagsmannen Hampus Hagman.
- Riksdagsmannen Thomas Hammarberg.
- Riksdagskvinnan Helene Hellmark Knutsson.
- Riksdagskvinnan Ebba Hermansson.
- Riksdagskvinnan Eva-Lena Jansson.
- Riksdagskvinnan Anna Johansson.
- Riksdagskvinnan Ulrika Karlsson.
- Riksdagskvinnan Kadir Kasirga.
- Riksdagskvinnan Diana Laitinen Carlsson.
- Riksdagsmannen Jimmy Loord.
- Riksdagskvinnan Nina Lundström.
- Riksdagsmannen Jonas Millard.
- Riksdagskvinnan Maria Nilsson.
- Riksdagsmannen Alexander Ojanne.
- Riksdagskvinnan Anne Oskarsson.
- Riksdagskvinnan Yasmine Posio.
- Riksdagskvinnan Lena Rådström Baastad.
- Riksdagskvinnan Anna Sibinska.
- Riksdagskvinnan Karolina Skog.
- Riksdagsmannen Mikael Strandman.
- Riksdagsmannen Magnus Stuart.
- Riksdagsmannen Lorentz Tovatt.
- Riksdagsmannen Jörgen Warborn.
- Riksdagskvinnan Sofia Westergren.